# Sinus pétreux inférieur
Les sinus pétreux inférieurs sont deux petits sinus situés sur le bord inférieur de la partie pétreuse de l'os temporal, un de chaque côté. Chaque sinus pétreux inférieur draine le sinus caverneux dans la veine jugulaire interne.

## Structure
Le sinus pétreux inférieur est situé dans le sillon du sinus pétreux inférieur, formé par la jonction de la partie pétreuse de l'os temporal avec la partie basilaire de l'os occipital. Il commence au-dessous et derrière le sinus caverneux et, en passant par la partie antérieure du foramen jugulaire en suivant la fissure pétro-occipitale, se termine dans le bulbe supérieur de la veine jugulaire interne.

## Fonction
Le sinus pétreux inférieur reçoit les veines du labyrinthe ainsi que les veines de la moelle allongée, du pont et de la face inférieure du cervelet.

## Galerie

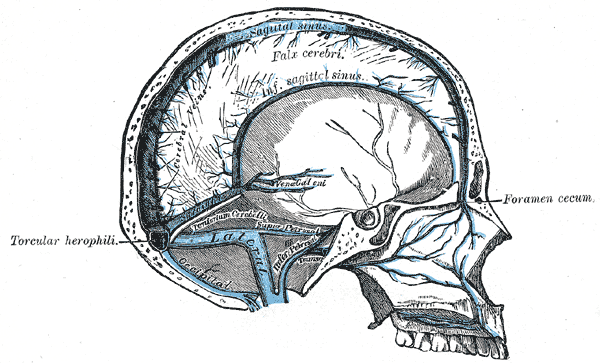
Coupe sagittale du crâne, montrant les sinus de la dure-mère.
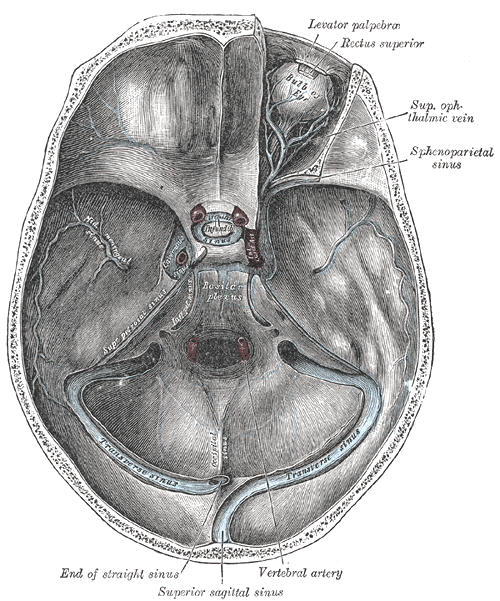
Sinus de la base du crâne. Sinus pétreux inférieur visible au centre, entre le sinus pétreux supérieur et le plexus basilaire.